# Ваља Орлеј (Прахова)
Ваља Орлеј (рум. Valea Orlei) насеље је у Румунији у округу Прахова у општини Буков. Oпштина се налази на надморској висини од 175 m.

## Становништво
Према подацима из 2002. године у насељу је живело 154 становника, од којих су сви румунске националности.